# あらくれ (小説)
『あらくれ』は、1915年（大正4年）に、徳田秋声が『読売新聞』紙上に連載した日本の長篇小説であり、自然主義文学者の徳田が写実的に描いた女の一代記である。
同作を原作として1957年（昭和32年）に成瀬巳喜男が監督し、東宝が製作・配給して公開した日本の長篇劇映画は、水木洋子が脚色、主人公を高峰秀子が演じた文芸映画であるが、当時の「映画倫理管理委員会」（新映倫、現在の映画倫理委員会）は同作を成人映画に指定し、18歳未満の鑑賞を制限した。
1961年（昭和36年）には、朝日放送が「近鉄金曜劇場」枠の第1回作品として、テレビドラマ化している。

## 略歴・概要
徳田秋声が執筆し、1915年（大正4年）1月12日から7月24日まで「読売新聞」紙上で連載され、同年9月に新潮社が単行本として刊行した。1937年（昭和12年）には、岩波文庫に収められている。
第二次世界大戦の終結後、初出から33年が経過した1948年（昭和23年）、文藝春秋新社が編んだ『秋声選集』の第3集に収められる。翌1949年（昭和24年）10月には、連載直後に単行本を上梓した新潮社が、新潮文庫から同作を再刊行した。1957年（昭和32年）には東宝が映画化し5月22日に公開し、同年、角川書店が角川文庫から同作を刊行した。

1961年（昭和36年）10月6日には、朝日放送が『近鉄金曜劇場』という、基本的に毎週完結のドラマ枠を開始するにあたり、第1回作品として、森光子を主演にテレビドラマ化している。
1993年（平成5年）12月31日、秋声の著作はすべて著作権の保護期間が満了し、パブリックドメインに帰した。

## あらすじ
お島は、東京近郊の農家の養女として育てられ、長じて、養家の勧めるままの結婚を拒絶して家を飛び出す。缶詰屋と結婚・離婚、地方の旅館でその経営者と関係を持ったりという日々を経て、洋服屋と結婚する。お島は共働きの生活に生きがいを得たが、夫の凡庸さに愛想を尽かし、独立を決意する。
庄屋からもらわれてきたお島が7歳のときからいる養家は、或る冬の夜泊った六部が幸いが見舞うだあろうと言い残してから幸い続きで身代をふとらせる。お島が家を相続するはずで、18歳になって結婚することになる。夫が養父の甥で、雇い人同然の自分が嫌いな　作（さく）　という男だとわかると、生家に逃げ帰る。まもなくだまされて挙式させられるが、また逃げだし、神田の缶詰屋鶴と結婚する。お島は妊娠し、鶴は作との関係を疑ったうえに、情婦もでき、ひどいけんかのあげく、お島は出て行き、流産する。山国の小さい町の兄の手伝いに行くが、兄は商売がおもしろくなくて、そこをひきあげることになり、借金の担保にお島の身体が預けられる。お島はしばらく旅館浜屋の手伝いをしているうちに、若主人と関係し、病気でさとに帰っている妻の家や近所のてまえ、お島は縁続きの山の温泉宿にやられる。父親が東京から出てきて、むりやり連れて帰り、下谷のおばの家に預けられ、そこには若い裁縫師小野田が出入りしている。ちょうど戦争のために多忙なとき、醜男だががっしりした小野田が頼もしくおもえ、ふたりで始めた洋服屋は、男の働きのないのやお島の放肆なやり方のせいで、なんども失敗する。男か自分に生理的な欠陥があり、夫婦の間もこじれがち。4度目に本郷にもった店は繁盛するようになり、腕のいい若い裁ち師を雇い、お島はその男が気に入る。ながく疑問だった身体を治療してもらい、そのほうの確信がつき、男から受けた圧迫の償いが欲しくなる。小野田が帰省した留守に、浜屋を訪ねると、若主人は負傷が原因で死んだあとであった。温泉へ回って、電話で小野田がまだ帰っていないのを確認し、お気に入りの裁ち師を呼び寄せ、彼に手伝ってもらって例の店をやるようなことをほのめかす。

## ビブリオグラフィ
国立国会図書館の蔵書による一覧である。
- 『あらくれ』、新潮社、1915年
- 『あらくれ』、岩波文庫、岩波書店、1937年/改版 1972年9月 ISBN 4003102215
- 『秋声選集 第3集 あらくれ』、文藝春秋新社、1948年
- 『あらくれ』、新潮文庫、新潮社、1949年10月 ISBN 4101012024
- 『徳田秋声選集 第2巻 新世帯・あらくれ』、乾元社、1952年
- 『あらくれ』、角川文庫、角川書店、1957年
- 『日本文学全集12 徳田秋声・正宗白鳥 - あらくれ・縮図・何処へ・泥人形・入江のほとり・人間嫌い』、河出書房新社、1969年
- 『新選名著複刻全集近代文学館24 あらくれ』、日本近代文学館、1970年
- 『新潮日本文学 4 徳田秋声集 あらくれ・縮図・元の枝へ・町の踊り場・和解』、新潮社、1973年11月 ISBN 4106201046
- 『秋声全集 第4巻 あらくれ・奔流』、臨川書店、1990年3月 ISBN 4653020868
- 『徳田秋聲全集 第10巻 爛・あらくれ』、八木書店、1998年10月 ISBN 4840697108
- 『あらくれ』、講談社文芸文庫、講談社、2006年7月11日 ISBN 4061984489
- 『アラクレ 大活字版1』、電子書斎、2012年
- 『アラクレ 大活字版2』、電子書斎、2012年

## 映画
『あらくれ』は、徳田秋声の同名小説を原作として、1957年（昭和32年）に成瀬巳喜男が監督し、東宝が製作・配給して公開した日本の長篇劇映画である。主人公・お島を当時満33歳の高峰秀子が演じた。設定は原作どおりだが、ストーリー展開を脚本の水木洋子が大幅に改変している。奔放な女性の生き様を描く本作を、当時の「映画倫理管理委員会」（新映倫、現在の映画倫理委員会）は成人映画に指定し、18歳未満の鑑賞を制限した。

### 作品データ
- 製作 : 東宝
- 上映時間 （巻数 / メートル） : 121分 （12巻 / 3,311メートル）
- フォーマット : 白黒映画 - スタンダードサイズ（1.37:1） - 24fps - モノラル録音
- 映倫番号 : 10114 （成人映画指定）[3]

### キャスト
- 高峰秀子 - お島
- 上原謙 - 鶴さん
- 森雅之 - 浜屋
- 加東大介 - 小野田
- 東野英治郎 - お島の父
- 岸輝子 - お島の母
- 宮口精二 - お島の兄・壮太郎
- 中北千枝子 - お島の姉・おすず
- 坂本武 （松竹） - お島の養父・喜助
- 本間文子 - お島の養母・おとら
- 谷晃 - 近江屋の主人・作太郎
- 林幹 - 植源の隠居
- 田中春男 - 植源の隠居の息子・房吉
- 三浦光子 （東映） - おゆう
- 千石規子 - 浜屋の妻・お君
- 中村葉子 - 浜屋の子供・絹子
- 平兮淳司 - 浜屋の子供・正夫
- 横山運平 （新東宝） - 浜屋の爺さん
- 志村喬 - 精米所の主人
- 清川玉枝 （大映） - おしん
- 中村是好 - 温泉宿の主人
- 音羽久米子 - 温泉宿の主人のお上さん・さと
- 沢村貞子 - お島の伯母
- 高堂国典 - 小野田の父・金七
- 賀原夏子 - 印刷屋のお上さん・おとく
- 丹阿弥谷津子 - お花の師匠
- 仲代達矢 - 木村
- 出雲八重子 - 髪結
- 三浦常男 - 小僧順吉
- 左卜全 - 駄菓子屋のお爺さん
- 馬野都留子 - 駄菓子屋のお婆さん
- 佐田豊 - 芝の店の職人
- 大村千吉 - 根津の店の職人
- 沢村いき雄 - 学校の門番
- 平奈淳司 - お君の子・正夫
- 中村葉子 - お君の子・絹子
- 恩田清二郎 - 活動弁士
- 瀬良明 - 喜助の息子
- 河美智子 - その嫁
- 三田照子 - 近所のおかみさん
- 櫻井巨郎 -  縫製工場の職工
- 由起卓也
- 堤康久 - 縫製工場の職工
- 中山豊 - 縫製工場の職工
- 今泉廉

### スタッフ
- 製作 : 田中友幸
- 監督 : 成瀬巳喜男
- 原作 : 徳田秋聲 （新潮社版）
- 脚色 : 水木洋子
- 撮影 : 玉井正夫
- 照明 : 岸田九一郎
- 美術 : 河東安英
- 録音 : 三上長七郎
- 編集 : 大井英史
- 音楽 : 斎藤一郎
- 風俗考証 : 木村荘八
- 監督助手 : 川西正義
- 製作担当者 : 眞木照夫
- 特殊技術 : 東宝技術部
- 現像 : 東宝現像所

### 受賞歴
- 第12回毎日映画コンクール女優主演賞受賞 - 高峰秀子
- 第30回アカデミー賞外国語映画賞出品 - ノミネートならず[8]

## テレビドラマ
『あらくれ』は、徳田秋声の同名小説を原作として、1961年（昭和36年）に「近鉄金曜劇場」枠の第1回作品として朝日放送が製作・放送した単発1時間のテレビドラマである。映画版で高峰秀子が演じた役を、当時満41歳の森光子が演じた。

### スタッフ・作品データ
- キー局 : TBS
- 放送日 : 1961年10月6日（金）
- 放送時間 : 20時00分 - 21時00分
- 番組名 : 近鉄金曜劇場
- 脚本（脚色）：茂木草介[4]
- 演出：山田智也[4]
- 原作 : 徳田秋声
- 製作 : 朝日放送

### キャスト
- 森光子
- 三島雅夫
- 浜田寅彦
- 楠田薫
- 中谷一郎
- 永井智雄
- 菅貫太郎

| TBS系列 近鉄金曜劇場    | TBS系列 近鉄金曜劇場 | TBS系列 近鉄金曜劇場 |
| 前番組                  | 番組名               | 次番組               |
| ----------------------- | -------------------- | -------------------- |
| （なし）                | あらくれ             | 宗方姉妹             |
| TBS系列 金曜20時枠      |                      |                      |
| ローリング20 ↓ 単発番組 | あらくれ             | 宗方姉妹             |